# Brassica rapa
Brassica rapa là một loài thực vật có hoa trong họ Cải. Loài này được L. mô tả khoa học đầu tiên năm 1753.
Các hạt lấy dầu thường được gọi là canola có thể bao gồm một vài biến thể của Brassica rapa, nhưng chủ yếu liên quan đến các loài Cải dầu (Brassica napus) và Cải bẹ xanh (Brassica juncea).

## Cây trồng
| Cultivar      | Image | Name                               |
| ------------- | ----- | ---------------------------------- |
| Cải thìa      |       | Brassica rapa subsp. chinensis     |
| Bomdong       |       | Brassica rapa var. glabra          |
| Choy sum      |       | Brassica rapa subsp. parachinensis |
| Mù tạt đồng   |       | Brassica rapa subsp. oleifera      |
| Komatsuna     |       | Brassica rapa subsp. perviridis    |
| Cải thảo      |       | Brassica rapa subsp. pekinensis    |
| Rapini        |       | Brassica rapa var. rapifera        |
| Tatsoi        |       | Brassica rapa subsp. narinosa      |
| Turnip        |       | Brassica rapa subsp. rapa          |
| Yellow Sarson |       | Brassica rapa subsp. trilocularis  |
| Mizuna        |       | Brassica rapa var. nipposinica     |